# Émilien Renou
Pour les articles homonymes, voir Renou.
Émilien Jean Renou (né le 8 mars 1815 à Vendôme et mort le 6 avril 1902 au Parc Saint-Maur,) est un géologue et météorologue français directeur de l'observatoire de Saint-Maur-des-Fossés.

## Biographie
Il étudie tout d'abord à Vendôme. Il intègre ensuite l'École polytechnique en 1832 et étudie sous la direction de Léonce Élie de Beaumont. Il intègre ensuite le corps des mines. Durant son séjour à Göttingen, il suit des conférences données par Carl Friedrich Gauß.
Il publie de nombreux ouvrages.
Entre 1839 et 1842, il est membre de la commission scientifique de l'Algérie et publie plusieurs travaux relatifs à cette colonie française. En 1846, il est chargé de collecter des données géographiques au Maroc et publie l'ouvrage intitulé Description géographique de l'empire de Maroc.

## Météorologie
En 1850, il décide de se consacrer à la météorologie et fonde en 1852, avec Charles Joseph Sainte-Claire Deville (1814–1876), la Société météorologique de France dont il est le secrétaire pendant 11 ans. Il est élu président de ladite société à 4 reprises pour un mandat de 1 an. Il fonde avec Charles Joseph Sainte-Claire Deville l'Observatoire de Montsouris à la suite de l'exposition universelle de 1867. Il ajoute 2 genres nouveaux de nuages par rapport à la classification de Luke Howard, respectivement l'altocumulus, et l'altostratus,. Ce sont des nuages de l'étage moyen compris entre 2 km et 7 km de hauteur.
De 1872 à sa mort, il dirige l'observatoire de Saint-Maur où des études météorologiques et climatologiques sont effectuées pour déterminer le climat de la région parisienne. Il mit alors en évidence l'effet d'îlot de chaleur urbain.

## Distinctions
- 1847 : Chevalier de la Légion d'honneur[1]
- 1873 : Officier de l'ordre des Palmes académiques[2]
- 1875 : Membre honoraire de la Royal Meteorological Society à Londres[2]
- 1884 : Officier de la Légion d'honneur[2]
- 1893 : Officier de l'instruction publique en 1893[2]

## Ouvrages de l'auteur
- Émilien Renou, Description géographique de l'empire de Maroc, 1846 (lire en ligne)
- Émilien Renou, Liste des ouvrages, cartes, plans, vues et dessins relatifs à l'empire du Maroc, 1846 (lire en ligne)
- Atlas de l'Algérie d'après les travaux de MM. Renou, Carette et Warnier, 1848
- Émilien Renou, Géologie de l'Algérie, 1848
- Émilien Renou, Instructions météorologiques et tables usuelles, 1856
- Émilien Renou, « Note sur le tremblement de terre du 16 juillet 1864 », Bulletin de la Société archéologique, scientifique et littéraire du Vendômois,‎ 1864
- Émilien Renou, « Hauteurs de pluie à Vendôme pendant 35 ans », Bulletin de la Société archéologique, scientifique et littéraire du Vendômois,‎ 1886